# 九壇八廟
九壇八廟是北京17处重要的皇家祭祀场所。

## 京城九壇
- 圜丘坛（天坛），今天坛公园南部，在正阳门外，冬至日祭天
- 方泽坛（地坛），在安定門外，夏至日祭地
- 祈穀壇，今天壇公园北部，正月第一辛日祈年谷
- 朝日壇（日壇），在朝陽門外，春分日祭日
- 夕月壇（月壇），在阜成門外，秋分日祭月
- 太歲壇，位于今先農壇内，正月上旬、腊月下旬两吉日祭太岁
- 先農壇，在永定門內，今天坛公园西南方，春季第二月亥日祭神农
- 先蠶壇，位于今北海公园内，春季第二月巳日祭蚕神
- 社稷壇，位于今中山公园内，天安门西北方

## 京華八廟
- 太廟，今北京市勞動人民文化宮內
- 奉先殿，今故宫内
- 傳心殿，今故宫内
- 壽皇殿，今景山公园内
- 雍和宮
- 堂子，清朝愛新覺羅家族的薩滿祭祀場所
- 文廟（又稱孔廟）
- 歷代帝王廟